# NGC 7075
NGC 7075 est une vaste galaxie elliptique située dans la constellation de la Grue. Sa vitesse par rapport au fond diffus cosmologique est de 5 308 ± 26 km/s, ce qui correspond à une distance de Hubble de 78,3 ± 5,5 Mpc (∼255 millions d'al). NGC 7075 a été découverte par l'astronome britannique John Herschel en 1834.	
Selon la base de données Simbad, NGC 7075 est une radiogalaxie.
À ce jour, cinq mesures non basées sur le décalage vers le rouge (redshift) donnent une distance de 91,820 ± 20,933 Mpc (∼299 millions d'al), ce qui est à l'intérieur des valeurs de la distance de Hubble. Notons cependant que c'est avec la valeur moyenne des mesures indépendantes, lorsqu'elles existent, que la base de données NASA/IPAC calcule le diamètre d'une galaxie et qu'en conséquence le diamètre de NGC 7075 pourrait être d'environ 57,4 kpc (∼187 000 al) si on utilisait la distance de Hubble pour le calculer.

## Groupe d'IC 5105
Selon A. M. Garcia NGC 7075 fait partie du groupe d'IC 5105. Ce groupe de galaxies renferme au moins 19 membres. Les autres galaxies du groupe sont NGC 7057, NGC 7060, NGC 7072, NGC 7087, NGC 7110, NGC 7130, IC 5105, IC 5105A, IC 5128, IC 5139, et huit galaxies du catalogue ESO.
Selon Soares et ses collègues, NGC 7075 et ESO 343-003 forment une paire de galaxies. La distance de Hubble d'ESO 343-003 est de 77,31 ± 5,45 (∼), ce qui est semblable à celle de NGC 7075. Étant donné les incertitudes des distances pour ces deux galaxies, il n'est pas impossible qu'elles forment une paire réelle. Cependant, cette galaxie ne figure pas dans la liste de Garcia.